# Oliver Pötzsch
Oliver Pötzsch (Munique, 20 de dezembro de 1970) é um escritor alemão de ficção. Responsável pela série de livros: A Filha do Carrasco.

## Biografia
É destaque por estar entre os primeiros escritores a alcançar o status de best-seller através da publicação de e-books.
A mãe era professora de escola primária.
Trabalhou por anos como roteirista de TV. É descendente dos Kuisl, a mais famosa dinastia de carrascos da Baviera entre os séculos XVI e XIX. Jakob Kuisl é o personagem principal de A Filha do Carrasco. Vive hoje com sua família em Munique, Alemanha.

## Obras

### Série A Filha do Carrasco
- Die Henkerstochter (2008). Em inglês: The Hangman's Daughter. No Brasil: A Filha do Carrasco (Novo Século, 2013)[3]
- Die Henkerstochter und der schwarze Mönch (2009). Em inglês: The Dark Monk
- Die Henkerstochter und der König der Bettler (2010). Em inglês: The Beggar King
- Der Hexer und die Henkerstochter (2012). Em inglês: The Poisoned Pilgrim
- Die Henkerstochter und der Teufel von Bamberg (2014). Em inglês: The Werewolf of Bamburg
- Die Henkerstochter und das Spiel des Todes (2016). Em inglês: The Play of Death

### Outros trabalhos
- Die Ludwig-Verschwörung (2011)
- Die Burg der Könige (2013)
- Ritter Kuno Kettenstrumpf (2014)
- Ritter Kuno Kettenstrumpf und die geheimnisvolle Flaschenpost (2015)
- Die Schwarzen Musketiere − Das Buch der Nacht (2015)
- Die Schwarzen Musketiere − Das Schwert der Macht (2016)